# Dolní Lukavice
Dolní Lukavice är en ort i Tjeckien.   Den ligger i distriktet Plzeň-jih och regionen Plzeň, i den västra delen av landet, 90 km sydväst om huvudstaden Prag. Antalet invånare är 801.